# Martial Gueroult
Martial Gueroult (* 15. Dezember 1891 in Le Havre; † 13. August 1976 in Paris) war ein französischer Philosoph, Philosophiehistoriker und Hochschullehrer.

## Leben
Nach Tätigkeiten an der Universität Straßburg und der Universität Clermont-Ferrand übernahm Martial Gueroult 1945 den Lehrstuhl für Philosophie an der Universität Paris Sorbonne als Nachfolger von Léon Brunschvicg. 1951 wurde er an das Collège de France berufen, wo er den Lehrstuhl von Étienne Gilson übernahm, dessen Lehrgebiet er in „Histoire et technologie des systèmes philosophiques“ umbenannte. 1957 wurde Gueroult zum Mitglied der Académie des sciences morales et politiques ernannt. Im Dezember 1963 wurde er Mitglied der Académie royale des Sciences, des Lettres et des Beaux-Arts de Belgique.

## Wirken
Gueroult ist vor allem als Spezialist für die Geschichte der Philosophie des  17. und 18. Jahrhunderts hervorgetreten. Er hat zahlreiche Studien zu Denkern wie René Descartes, Nicolas Malebranche, Gottfried Wilhelm Leibniz, Baruch de Spinoza und Johann Gottlieb Fichte publiziert. Seine Theorie der Philosophiegeschichte hat er in seinem unvollendeten Werk mit dem Titel Dianoématique vorgelegt.

## Werke
- L’evolution et la structure de la doctrine de la science chez Fichte, Les Belles Lettres, Paris 1930
- Descartes selon l’ordre des raisons, Aubier-Montaigne, Paris 1968
- Spinoza, Olms, Hildesheim 1968–1974
- Etudes sur Descartes, Spinoza, Malebranche et Leibniz, Olms, Hildesheim 1970
- Dianoématique, Aubier, Paris 1979–1988